# Philipp Wende
Philipp Wende (Wurzen, RDA, 4 de julio de 1985) es un deportista alemán que compitió en remo.
Participó en dos Juegos Olímpicos de Verano, obteniendo dos medallas, oro en Londres 2012 y oro en Río de Janeiro 2016, en la prueba de cuatro scull.
Ganó tres medallas en el Campeonato Mundial de Remo entre los años 2011 y 2015, y una medalla de bronce en el Campeonato Europeo de Remo de 2014.

## Palmarés internacional
| Juegos Olímpicos   | Juegos Olímpicos         | Juegos Olímpicos  | Juegos Olímpicos |
| Año                | Lugar                    | Medalla           | Prueba           |
| ------------------ | ------------------------ | ----------------- | ---------------- |
| 2012               | Londres (Reino Unido)    | Medalla de oro    | Cuatro scull     |
| 2016               | Río de Janeiro (Brasil)  | Medalla de oro    | Cuatro scull     |
| Campeonato Mundial |                          |                   |                  |
| Año                | Lugar                    | Medalla           | Prueba           |
| 2011               | Bled (Eslovenia)         | Medalla de plata  | Cuatro scull     |
| 2014               | Ámsterdam (Países Bajos) | Medalla de bronce | Cuatro scull     |
| 2015               | Aiguebelette (Francia)   | Medalla de oro    | Cuatro scull     |
| Campeonato Europeo |                          |                   |                  |
| Año                | Lugar                    | Medalla           | Prueba           |
| 2014               | Belgrado (Serbia)        | Medalla de bronce | Cuatro scull     |